# اکالاتیمانهالی
اکالاتیمانهالی (به انگلیسی: Akalathimmanahalli) یک منطقهٔ مسکونی در هند است که در کارناتاکا واقع شده‌است.